# Lipik
Lipik est une ville et une municipalité située en Slavonie, dans le comitat de Požega-Slavonie, en Croatie. Au recensement de 2001, la municipalité comptait 6 674 habitants, dont 73,51 % de Croates et 13,08 % de Serbes et la ville seule comptait 2 300 habitants.

## Localités
La municipalité de Lipik compte 26 localités : 
| - Antunovac - Bjelanovac - Brekinska - Brezine - Bujavica - Bukovčani - Dobrovac - Donji Čaglić - Filipovac - Gaj - Gornji Čaglić - Jagma - Japaga | - Klisa - Korita - Kovačevac - Kukunjevac - Lipik - Livađani - Marino Selo - Poljana - Ribnjaci - Skenderovci - Strižičevac - Subocka - Šeovica |